# Schrittgetriebe

Malteserkreuzgetriebe

Kurvengetriebe mit Zylinderkurve

Schema einer Nockenwelle mit Ventilstößeln

Einfaches Schrittgetriebe

Schrittgetriebe setzen eine kontinuierliche Drehbewegung in eine intermittierende Drehbewegung um, das heißt zwischen den einzelnen Schritten steht der Getriebeausgang still, bis der nächste Schritt beginnt. Schrittgetriebe können mit fast jeder Getriebeart realisiert werden.
Eine Sonderform ist der so genannte Pilgerschritt, bei dem jedem Vorwärtsschritt keine echte Pause, sondern eine kurze Rückwärtsbewegung folgt. Ein solches Getriebe hat besonders bei der Herstellung von nahtlosen Rohren mit dem so genannten Pilgerschrittverfahren große Bedeutung.

## Bauformen
Schrittgetriebe können unter anderem durch Rädergetriebe, Räderkoppelgetriebe oder Koppelgetriebe, aber auch durch Kurvengetriebe und Getriebesonderbauformen realisiert werden.
Eine Bauform von Schrittantrieben ist das Malteserkreuzgetriebe, bei dem das bestimmende Getriebeteil (je nach Ausprägung) die Form eines Malteserkreuzes annehmen kann. Es wird über eine auf einer Kurbel kreisenden Rolle angetrieben. Man unterscheidet zwischen Innen- und Außenmaltesergetriebe, je nachdem wo die Rolle eintritt.
Weitere Bauformen sind Zylinderkurvengetriebe oder auch Globoidkurvengetriebe. Sowohl beim Zylinderkurvengetriebe als auch beim Globoidkurvengetriebe kann sowohl das Bewegungsgesetz (z. B. modifizierte Sinoide, Trapezoid oder Polynom) wie auch das Verhältnis zwischen Schalt- und Haltewinkel bei der Konstruktion variiert und bei der Fertigung festgelegt werden. Kurvengetriebe haben geringere Beschleunigungswerte und damit geringeren Massenkräfte als Malteserkreuzgetriebe. 
Eine als Rädergetriebe ausgeführte Bauart sind so genannte Sternradgetriebe, bei denen sowohl Schrittanzahl, Schrittlänge und Pausenlänge pro Zyklus in weiten Bereichen variiert werden kann.
Schrittgetriebe auf Basis von Koppelgetrieben sind im Wesentlichen Abwandlungen von Koppel-Rastgetrieben.
Ein typisches Beispiel für ein Kurven-Schrittgetriebe ist in Verbrennungsmotoren die Betätigung der Ventile von der Nockenwelle über Kipphebel, Schlepphebel oder Stößel. Die Auf- und Abbewegung wird dabei jeweils von einer Pause unterbrochen.

## Anwendungen
Malteserkreuzgetriebe und Sternradgetriebe wurden vor allem in früherer Zeit für verschiedene technische Verfahren angewendet. Besonders in Textilmaschinen sowie in Filmprojektoren wurden sie sehr häufig eingesetzt.
Wegen der zunehmenden elektronischen Automatisierung findet man sie heutzutage kaum mehr in solchen Maschinen. Sie wurden fast vollständig von mechanischen Kurvenantrieben mit optimierter Bewegung und Beschleunigung oder elektronisch gesteuerten Elektromotoren verdrängt.
Kurven-Schrittgetriebe in Form von Nockenwellen sind inzwischen der häufigste Anwendungsfall.